# Élections régionales de 1984 à Madère
Les élections régionales de 1984 (en portugais : Eleições legislativas regionais na Madeira em 1984) se sont tenues le 14 octobre 1984 à Madère afin d'élire les 50 députés de l'Assemblée législative.

## Résultats
| Partis                   | Partis                                       | Voix    | %     | Sièges | +/-           |
| ------------------------ | -------------------------------------------- | ------- | ----- | ------ | ------------- |
|                          | Parti social-démocrate (PPD/PSD)             | 81 872  | 67,65 | 40     | 5             |
|                          | Parti socialiste (PS)                        | 18 553  | 15,33 | 6      | 1             |
|                          | Parti du centre démocratique et social (CDS) | 7 420   | 6,13  | 1      | en stagnation |
|                          | Union démocratique populaire (UDP)           | 6 668   | 5,51  | 2      | en stagnation |
|                          | Alliance du peuple uni (APU)                 | 3 310   | 2,73  | 1      | en stagnation |
|                          | PCTP/MRPP                                    | 760     | 0,63  | 0      | en stagnation |
|                          | Votes blancs                                 | 691     | 0,57  |        |               |
|                          | Votes nuls                                   | 1 750   | 1,45  |        |               |
|                          |                                              |         |       |        |               |
| Total                    | Total                                        | 121 024 | 100   | 50     | 6             |
| Abstentions              | Abstentions                                  | 48 395  | 28,57 |        |               |
| Inscrits / participation | Inscrits / participation                     | 169 419 | 71,43 |        |               |